# Braidwood
Pour les articles homonymes, voir Braidwood (homonymie).
Braidwood est un village australien situé dans la zone d'administration locale de Queanbeyan–Palerang, en Nouvelle-Galles du Sud. 

## Géographie
Braidwood est situé dans la région des Plateaux du sud, à 91 km à l'est de Canberra et à 200 km de Sydney. Il est traversé par la Kings Highway qui relie Canberra et Batemans Bay.

## Histoire
Créé dans les années 1820, le village a été nommé en l'honneur de Thomas Braidwood Wilson (1792-1843), chirurgien et explorateur. Il fait partie du comté de Tallaganda, dont il est le siège, jusqu'en 2004, date à laquelle celui-ci est fusionné au sein du conseil de Palerang. Depuis 2016, Braidwood fait partie de Queanbeyan–Palerang.

## Démographie
| 2006  | 2011  | 2016  | 2021  |
| ----- | ----- | ----- | ----- |
| 1 466 | 1 498 | 1 651 | 1 720 |